# Паланка (Ђурђу)
Паланка (рум. Palanca) насеље је у Румунији у округу Ђурђу у општини Флорешти-Стоенешти. Oпштина се налази на надморској висини од 112 m.

## Становништво
Према подацима из 2002. године у насељу је живело 2712 становника, од којих су сви румунске националности.